# Liceum Ogólnokształcące im. Marszałka Stanisława Małachowskiego w Płocku
Liceum Ogólnokształcące im. Marszałka Stanisława Małachowskiego w Płocku – szkoła ponadpodstawowa działająca w Płocku, będąca jedną z najstarszych szkół w Polsce; jej popularna nazwa to Małachowianka.

## Historia szkoły

### Szkoła przy kolegiacie św. Michała

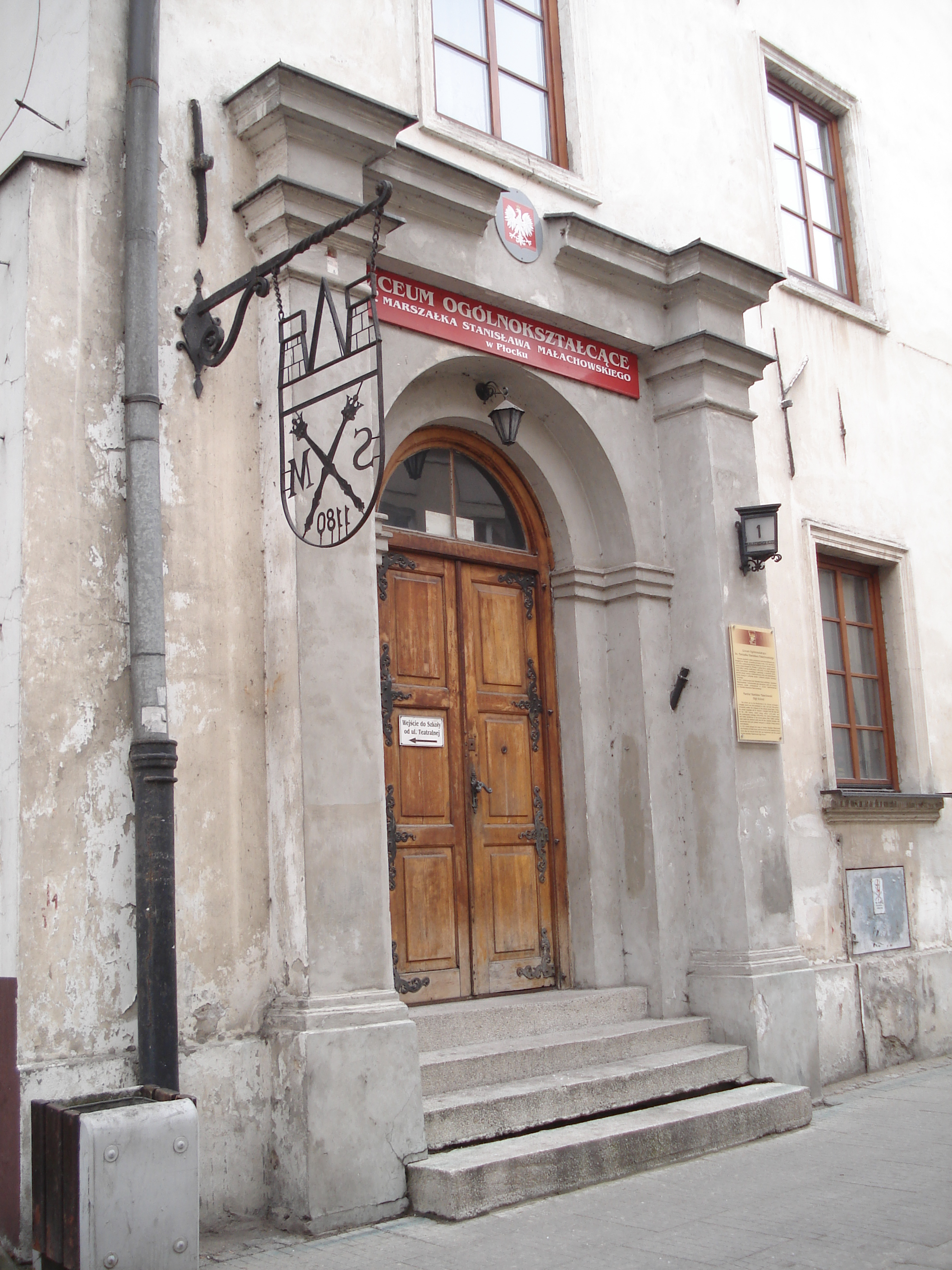
Dawne wejście do szkoły w jej najstarszej części.

Według tradycji korzenie szkoły sięgają umownej daty 1180, kiedy w Płocku miała powstać szkoła przy kolegiacie św. Michała, choć jej istnienie nie jest potwierdzone źródłowo. Pierwszymi wykładowcami mieli być zakonnicy: benedyktyni, a następnie kanonicy regularni. Natomiast jako fundatora szkoły wymienia się księcia Bolesława Kędzierzawego. Pierwszym znanym nauczycielem był Witalis, wymieniony w dokumencie z 1249. Wykładano tu łacinę, gramatykę, retorykę i dialektykę. Najprawdopodobniej w szkole był tylko jeden wykładowca. Nie wiadomo jak długo funkcjonowała szkoła przy kolegiacie. 
Do dziś zachowało pochodzące z XIII wieku skrzydło szkoły wraz z pochodzącą najprawdopodobniej z XV wieku gotycką wieżą.
Nie istnieją udokumentowane źródła, które wskazywałyby na ciągłość między szkołą kolegialną a kolegium jezuickim powstałym na początku XVIII w.

### Kolegium jezuitów 1626–1773
Jezuici przybyli do Płocka w 1611. W roku 1626 otworzyli tu uczelnię z czterema niższymi klasami, potem także była klasa piąta. Wykładano tu m.in. arytmetykę, geometrię, a w roku 1768 otworzono także szkołę architektury. Działał także, już od 1612 szkolny teatr. W latach 1633–1636 św. Andrzej Bobola kierował Sodalicją Mariańską uczniów płockiego kolegium, a w latach 1637–1638 był prefektem Kolegium Jezuitów i jego kaznodzieją. W czasie Potopu szwedzkiego w budynku szkoły nocował król szwedzki Karol X Gustaw. Wraz z opuszczaniem szkoły przez wojska szwedzkie zrabowana została biblioteka szkolna.
Z okresu pobytu jezuitów zachowało się XVII-wieczne skrzydło szkoły.

### Szkoła Podwydziałowa Komisji Edukacji Narodowej 1773–1793
Po kasacie zakonu jezuitów w 1773 szkoła została upaństwowiona, a opiekę nad nią przejął KEN. Początkowo było tu pięć klas, potem sześć i siedem. Językiem wykładowym stał się język polski. Zaczęli wykładać nauczyciele świeccy. Uczyło się tu ok. 300 uczniów. Wówczas narodził się pomysł nadawania prymusom królewskich medali DILIGENTIAE (czyli Pilności). Medale te są przyznawane ponownie od 1964.

### Okres zaborów
Gimnazjum pod zaborem Pruskim (1793–1806), Szkoła Departamentowa (1806–1815), Szkoła Wojewódzka (1815–1837), Gimnazjum Gubernialne (1837–1915).
Z tego okresu pochodzi bardzo wielu znanych absolwentów i nauczycieli szkoły: historyk, Wincenty Hipolit Gawarecki (1796–1804), współzałożyciel TNP Kajetan Morykoni (rektor 1819–1830), bibliofil Gustaw Zieliński, kapucyn bł. Ojciec Honorat Koźmiński – absolwent z 1844, Witold Zglenicki – odkrywca pól naftowych na Kaukazie, Marcin Kacprzak – lekarz, Władysław Smoleński, Idzi Benedykt Radziszewski, Władysław Semadeni – duchowny ewangelicko-reformowany, Edward Flatau – ukończył Gimnazium w 1886, lekarz, twórca polskiej neurologii.  Wychowankiem jest prof. Ignacy Mościcki. Uczniowie walczyli w powstaniu styczniowym, a także brali udział w strajku przeciw rusyfikacji z 1905. Na czele strajku stanął uczeń Mieczysław Łebkowski.

### Gimnazjum Polskie (1915–1939)
Jeszcze przed odzyskaniem niepodległości, pod opieką Płockiego Koła Macierzy Szkolnej otworzono „Gimnazjum Polskie” na bazie Gimnazjum Gubernialnego. Było to gimnazjum męskie. W 1921 otrzymało ono imię Marszałka Stanisława Małachowskiego. Z tego okresu również pochodzi wielu wychowanków: profesor UW Jan Zygmunt Jakubowski (historyk literatury polskiej), prof. Jerzy Pniewski (dyrektor Instytutu Fizyki Doświadczalnej UW). Natomiast w 1918 szkołę odwiedził bp Achille Ratti – wizytator apostolski na Polskę i Litwę, późniejszy papież Pius XI.

### Okres okupacji niemieckiej (1939–1945)
Jak wszystkie inne pozostałe szkoły Małachowianka w czasie II wojny światowej była nieczynna. Początkowo były w niej koszary SS, a potem niemiecki szpital wojskowy.

### Liceum Ogólnokształcące (od 1945)

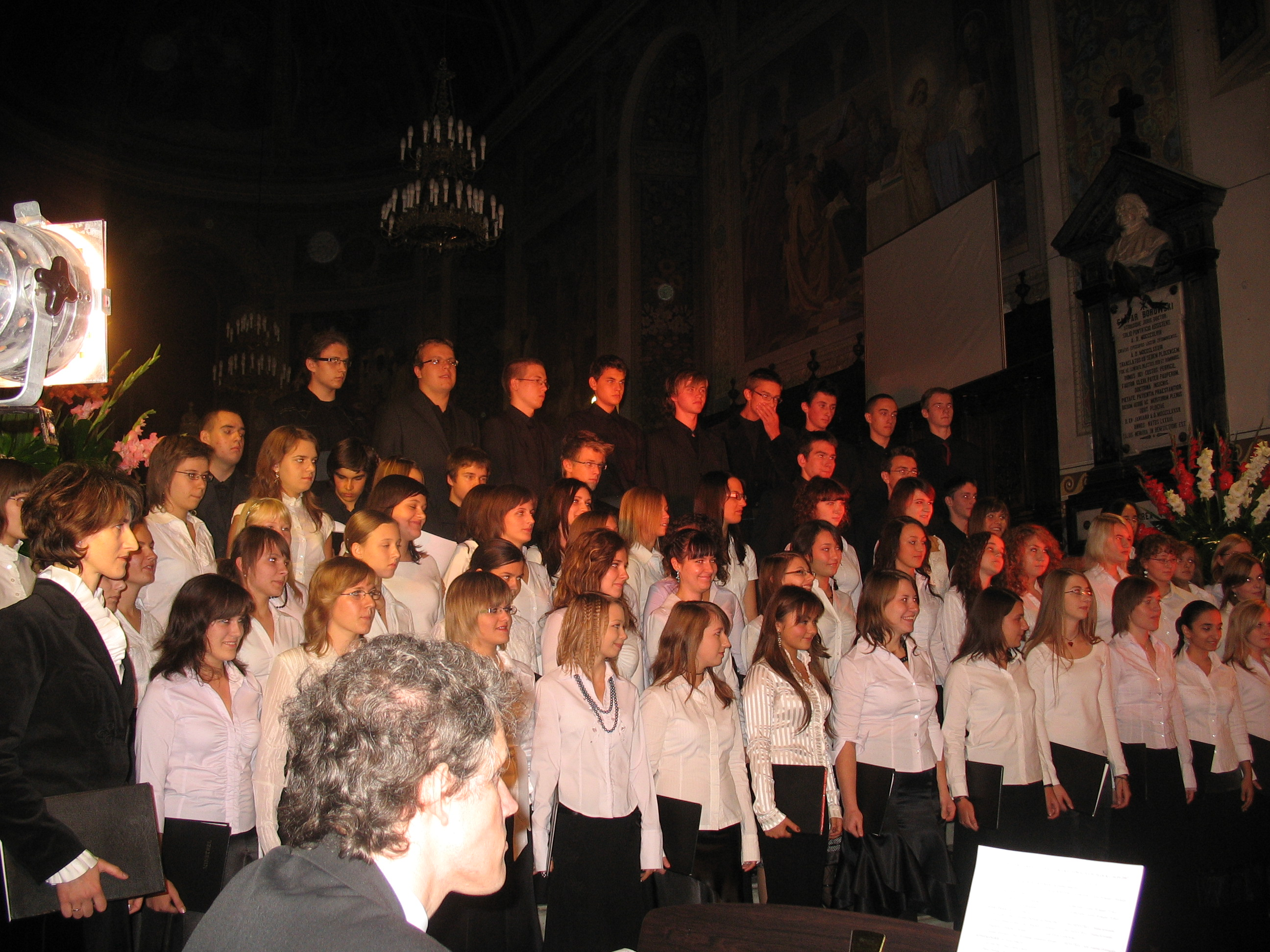
Szkolny chór „Minstrel”

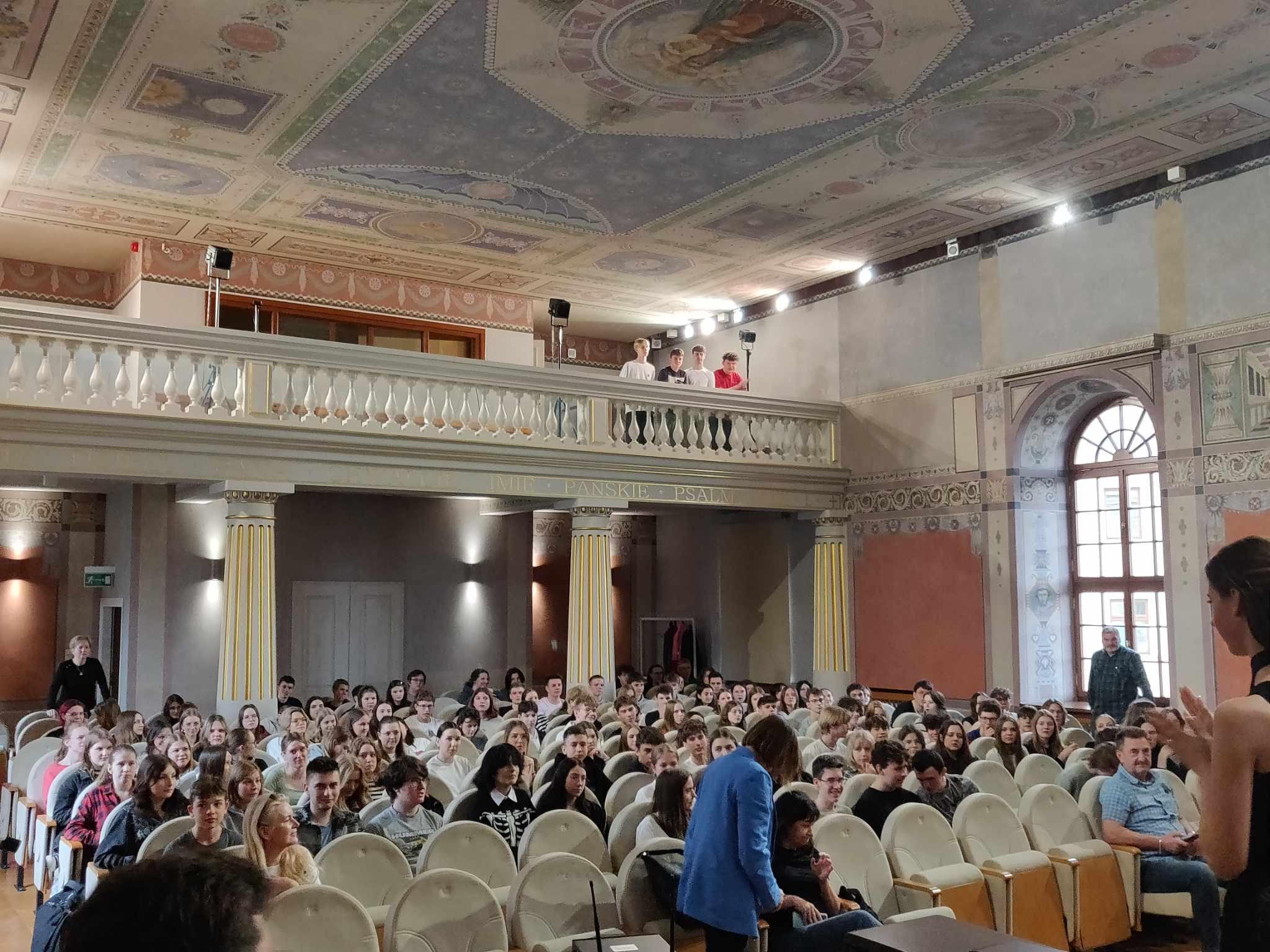
Aula Małachowianki podczas gali finałowej konkursu ,,Twoja PASJA nasza MISJA" w 2024

Szkoła została ponownie otwarta 18 lutego 1945. Pierwszym dyrektorem został Tadeusz Synoradzki. Wówczas po raz pierwszy w ławkach szkoły zasiadły dziewczęta. W 1946 Małachowiankę ukończył Tadeusz Mazowiecki – pierwszy premier III RP, natomiast jego siostra – Krystyna Mazowiecka uczyła w szkole w latach 1950–1980 języka francuskiego. Do Liceum zaczęło uczęszczać coraz więcej młodzieży – konieczna była rozbudowa. W latach 1961–1964 zbudowany zostało nowe skrzydło szkoły. W 1979 LO zostało odznaczone Krzyżem Komandorskim z Gwiazdą Orderu Odrodzenia Polski. W roku 1980 uroczyście obchodzono 800-lecie szkoły. To wtedy otwarte zostało muzeum szkolne, a na gotyckiej wieży zamontowano kopułę astronomiczną. 
Ostatnia rozbudowa szkoły miała miejsce w latach 2000–2001. Wówczas LO uzyskało nowoczesny blok sportowy. Przy Małachowiance od 1992 działa znany z występów na terenie Płocka chór Minstrel.
W maju 2006 z okazji egzaminów maturalnych szkołę odwiedził Prezes Rady Ministrów Kazimierz Marcinkiewicz.
We wrześniu 2012 w budynkach szkoły rozpoczęły się prace renowacyjne, które trwały do roku 2014. Podczas prac archeolodzy i ekipy budowlane odkryły szczątki 60 osób, które zostały tam pochowane pomiędzy XIII a XVI wiekiem. Aula szkolna (dawna kaplica) pokryta jest freskami. W liceum funkcjonuje również obserwatorium astronomiczne.

## Nauczyciele
- św. Andrzej Bobola
- Wojciech Szweykowski
- Kajetan Morykoni
- Jan Chrzciciel Albertrandi
- Julian Zawodziński

## Uczniowie
- Maria Karol Babi
- Leszek Włodzimierz Biały
- Hieronim Napoleon Bońkowski
- Jakub Chojnacki
- Aleksander Dębski (socjalista)
- Franciszek Dorobek
- Władysław Dubielak
- Wincenty Hipolit Gawarecki
- Eugeniusz Gruberski
- Wojciech Góralski
- Tony Halik
- Michał Maria Ludwik Jabłoński
- Jan Zygmunt Jakubowski
- Marcin Kacprzak
- Stanisław Kopczyński
- Marian Kowalski
- bł. Honorat Koźmiński
- Magdalena Król
- Ludwik Krzywicki
- Wacław Lachman
- Tadeusz Mazowiecki[7]
- Ignacy Mościcki
- Józef Narzymski
- Ludwik Orpiszewski
- Kazimierz Paprocki
- Romuald Pląskowski
- Edmund Płoski
- Jerzy Pniewski
- Zygmunt Policiewicz
- Idzi Benedykt Radziszewski
- Wincenty Rapacki
- Władysław Semadeni
- Tomasz Siemiątkowski
- Władysław Smoleński
- Andrzej Suski
- August Szultz
- Tadeusz Tomaszewski (cichociemny)
- Paweł Włodkowic
- Witold Zglenicki
- Gustaw Zieliński
- Jan Zumbach

## Wyróżnienia
- Odznaka Honorowa „Zasłużony dla Mazowsza”[10]